# Hobart (Waszyngton)
Hobart – jednostka osadnicza w Stanach Zjednoczonych, w stanie Waszyngton, w hrabstwie King.